# ハウス (占星術)
ハウス（house）または室（しつ）は、西洋占星術などホロスコープを用いる占星術における基本的な概念。

## 概要
サインが天球上の黄道を角度で12等分するのに対し、ハウスは地球上の観測地点から見て黄道を太陽が通過する時間に合わせて12分割するものである。このため、ハウスは観測地点の緯度や時刻に大きく左右される性質がある。ホロスコープを作成する際には天文暦などにある室項表からハウスの境界（カスプ）を割り出す必要があり、（サインの角度が一定なのに対して）ハウスの角度はそれぞれ異なっている。
サインがホロスコープ図（チャート）においてより基本的な性格づけ（人間の才能・性格・容貌等の精神的な面）を示すのに対して、ハウスはより具体的な事柄（人生で遭遇する諸問題や活動範囲等）を示すといわれる。

## ハウスの方式
ハウスを分割する方法には多くの方式がある。大きく分けると均等に分割する方法、空間的に分割する方法と時間的に分割する方法の三つがある。キリスト教占星術では、均等に分割する方法の一つであるイクォール・ハウスが採用されていた。時代が下がって、アラン・レオが時間分割方の一つであるプラシーダス方式を採用し、これがデファクト・スタンダードとなっている。ただし、プラシーダス方式には高緯度地帯でハウスの広さに極端な差が生じるという難点があり

、これに替わって同じく時間分割方式であるコッホ方式を採用する動きもある。

## ハウスの種類
ハウスシステムの分割方法は百種類くらいあると言われているが、代表的なものを以下にまとめる。 
| ハウス名               | 読み             | 概要 |
| ---------------------- | ---------------- | --- |
| Placidus               | プラシーダス     | ハウス分割を時間的に分割する方法。高緯度地方で日照時間が短くなったり長くなったりするために、ハウスのサイズが極端にいびつになる。                                                                             |
| Koch                   | コッホ           | 時間を等分してハウス境界とする。近年、人気がある。 |
| Equal                  | イコール         | 最も単純なハウス分割である。アセンダントを基点に30度ずつ12等分する。中天（Medium Coeli）が10ハウスにこないこともある。                                                                                       |
| Campanus               | キャンパナス     | 地平線上の真東と天頂、真西を結ぶ卯酉線（ぼうゆうせん）を通る大円を12等分し、ハウス分割をする。最大の特徴は、この分割した線をカスプとするのではなく、各ハウスの中間点をカスプとすることである。               |
| Regiomontanus          | レギオモンタナス | 地平線を基準に、天の赤道にそって空間を12等分する。 |
| Regiomontanus （変形） | レギオモンタナス | 上記のレギオモンタナスの分割する面を天の赤道でなく、卯酉線（ぼうゆうせん）で分割する方法。近代はこちらがレギオモンタナスというとこちらを指すことが多い。よってキャンパナスのハウスを半分ずらしたものとなる。 |

## ハウスの3区分
12のハウスは、サインの3区分に対応する次の区分によって分類され、それぞれ4つのハウスが該当する。
- アンギュラー（angular）：活動サインに対応する。
- サクシデント（succedent）：定着サインに対応する。
- カデント（cadent）：変通サインに対応する。

## 12のハウスが表す意味
ハウスの表示する意味については、古くから研究されているが、地域や時代・流派・占う対象によっても差異がある。ここでは現代の西洋占星術における個人の出生図（ネイタル・チャート）での意味を示す。
| ハウス | 定位置のサイン        | ルーラー     | 性質         | 表示する事柄                                         | 体の部位   | 備考                                     |
| ------ | --------------------- | ------------ | ------------ | ---------------------------------------------------- | ---------- | ---------------------------------------- |
| 第1室  | 白羊宮 （おひつじ座） | 火星・冥王星 | アンギュラー | 本人の持つ性質や容貌。                               | 頭部       | カスプはアセンダントであり、東の地平線。 |
| 第2室  | 金牛宮 （おうし座）   | 金星（地球） | サクシデント | 財産（動産）、金銭、収入、才能                       | 顔面・首   |                                          |
| 第3室  | 双児宮 （ふたご座）   | 水星         | カデント     | 知識、教育、コミュニケーション、国内旅行、兄弟・親類 | 肩・腕・手 |                                          |
| 第4室  | 巨蟹宮 （かに座）     | 月           | アンギュラー | 家庭、家族、不動産、母親、晩年、死後の名声           | 胸         |                                          |
| 第5室  | 獅子宮 （しし座）     | 太陽         | サクシデント | 創造、趣味、遊戯、快楽、恋愛、恋人、子供             | 背中       |                                          |
| 第6室  | 処女宮 （おとめ座）   | 水星         | カデント     | 健康、身体（肉体）、労働や勉強                       | 腹部       |                                          |
| 第7室  | 天秤宮 （てんびん座） | 金星         | アンギュラー | 対人関係、交渉や契約、結婚、配偶者、好敵手           | 尻         | カスプは西の地平線。                     |
| 第8室  | 天蝎宮 （さそり座）   | 冥王星・火星 | サクシデント | 死、性愛、遺伝、遺産、共同体                         | 生殖器     |                                          |
| 第9室  | 人馬宮 （いて座）     | 木星         | カデント     | 学問、思想、信仰や信条、法律、外国、外国旅行         | 大腿       |                                          |
| 第10室 | 磨羯宮 （やぎ座）     | 土星         | アンギュラー | 社会、会社、職業、地位や名誉、上司、父親             | 膝         | カスプは中天（MC）で天頂。               |
| 第11室 | 宝瓶宮 （みずがめ座） | 天王星・土星 | サクシデント | 友情、サークル活動、友人                             | 脚         |                                          |
| 第12室 | 双魚宮 （うお座）     | 海王星・木星 | カデント     | 私的な秘密、障害、病気、隔離、隠れた敵               | 足         |                                          |

## ハウスの傾向
- 第1室 - 第6室がより個人的な事柄を、第7室 - 第12室がより集団的な事柄をあらわす傾向があるといわれる。
- 第10室 - 第3室がより内面的な事柄を、第4室 - 第9室がより外面的な事柄を表す傾向があるといわれる。

真正面に向かい合うハウスどうしは、下表のように対照的・正反対の事柄を表す傾向がある。
| 第1室…本人自身の性格               | 第7室…対人関係、他人からどう見られているか、配偶者、好敵手 |
| 第2室…本人の才能                   | 第8室…配偶者の才能                                         |
| 第3室…初等教育、近い旅行・国内旅行 | 第9室…高等教育、遠い旅行・外国旅行                         |
| 第4室…家庭、母親                   | 第10室…社会・会社、父親                                    |
| 第5室…恋愛・恋人、個人の趣味       | 第11室…友情・友人、サークル活動                            |
| 第6室…健康、雇用、身体的な事       | 第12室…病気、病院、隔離、精神的な事                        |